# راؤول مونيوث (منافس ألعاب قوى)
راؤول مونيوث (بالإسبانية: Raúl Muñoz)‏ هو منافس ألعاب قوى تشيلي، (و. 1915  م).

## وصلات خارجية
- راؤول مونيوث على موقع أوليمبيديا (الإنجليزية)